# Mark Gantt

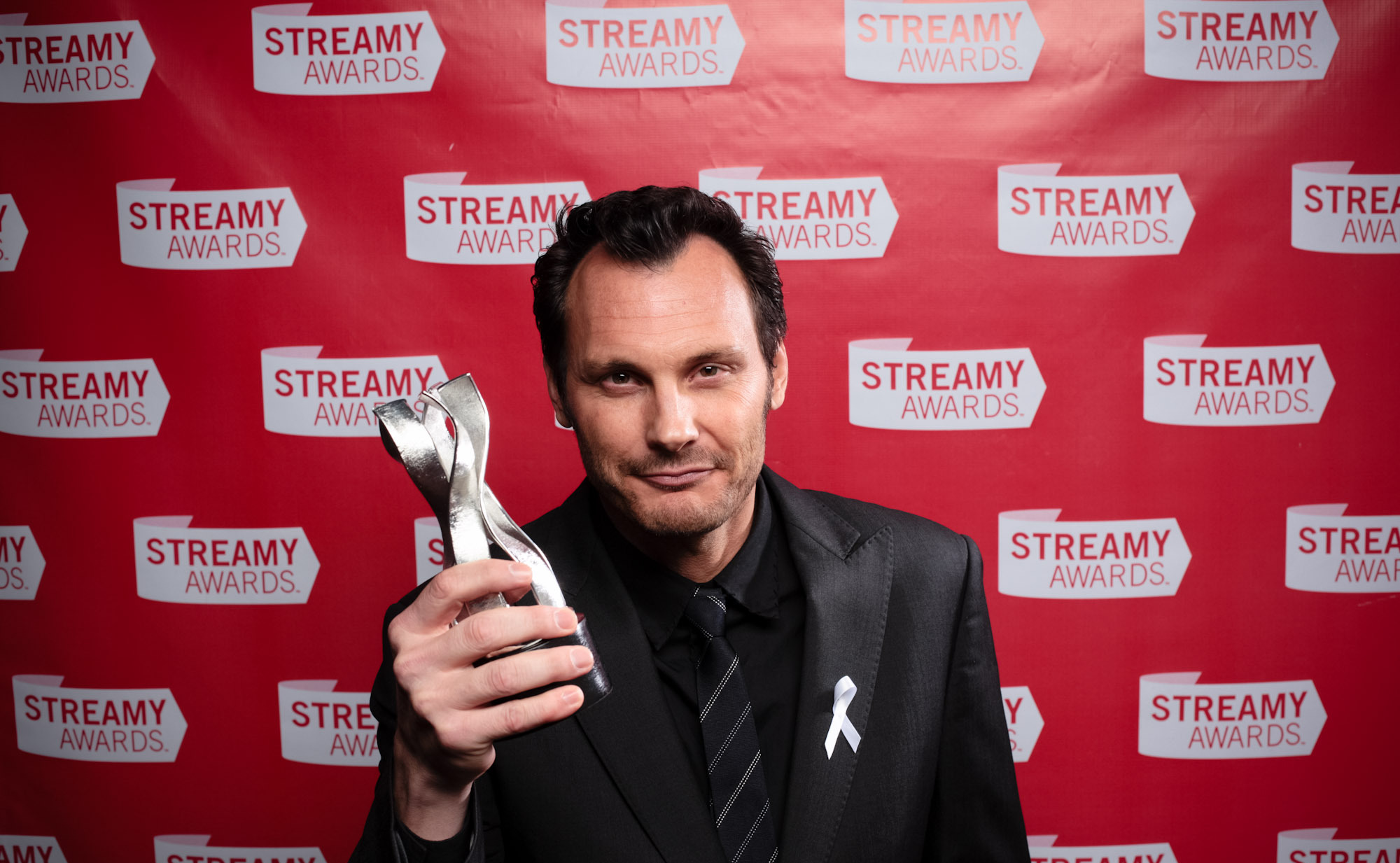
Mark Gantt bei den Streamy Awards (2010)

Mark Willingham Gantt IV (* 10. Dezember 1968 in Stockton, Kalifornien) ist ein US-amerikanischer Schauspieler, Regisseur, Drehbuchautor und Filmproduzent.

## Leben und Karriere
Mark Gantt stammt aus Stockton in Kalifornien, wo er als Sohn einer Juristen-Familie geboren wurde. Seinen Fuß in der Unterhaltungsbranche setzte er zunächst durch Engagements im Art Department, während er Schauspielunterricht bei Milton Katselas am Beverly Hills Playhouse nahm.
Als Schauspieler ist Gantt seit 1997 aktiv. Er war zunächst in einer kleinen Rolle im Film Volcano – Heißer als die Hölle zu sehen. Weitere Filmrollen folgten etwa mit Straight Right, Ocean’s Eleven und 3 Engel für Charlie – Volle Power. Neben seinen Filmauftritten ist Gantt regelmäßig als Gastdarsteller in Fernsehserien zu sehen, darunter Buffy – Im Bann der Dämonen, Zeit der Sehnsucht, Without a Trace – Spurlos verschwunden, Alias – Die Agentin, The Shield – Gesetz der Gewalt, Dexter, Bluff, American Horror Story, The Arrangement oder Criminal Minds.
2009 folgte die Veröffentlichung der Webserie The Bannen Way, in der bis 2010 in einer Länge von 5–8 Minuten, 16 Episoden ausgestrahlt wurden. Gantt selbst war als Erfinder, Hauptdarsteller, Produzent und Drehbuchautor am Projekt beteiligt. Für seine Leistung wurde er 2010 bei den 2. Streamy Awards, also jener Auszeichnung, bei der jährlich die besten US-Webserien ausgezeichnet werden, mit zwei Trophäen bedacht, während die Serie für drei weitere Auszeichnungen nominiert war. Als Inspiration zu der Serie nennt Gantt seinen familiären Hintergrund als Sohn einer Juristen-Familie.
Neben seiner Tätigkeit vor der Kamera ist Gantt Schauspiellehrer am Beverly Hills Playhouse, wo er selbst einst unterrichtet wurde.

## Filmografie (Auswahl)
- 1997: Volcano – Heisser als die Hölle (Volcano)
- 2000: Buffy – Im Bann der Dämonen (Buffy, Fernsehserie, Episode 4x15)
- 2000: Straight Right
- 2001: Der Himmel von Hollywood (The Hollywood Sign)
- 2001: Ocean’s Eleven
- 2002: Zeit der Sehnsucht (Days of Our Lives, Fernsehserie, eine Episode)
- 2002: Good for Nothing
- 2003: Without a Trace – Spurlos verschwunden (Without a Trace, Fernsehserie, Episode 1x14)
- 2003: 3 Engel für Charlie – Volle Power (Charlie's Angels: Full Throttle)
- 2004: Don't Sing (Kurzfilm)
- 2004: 29 and Holding
- 2005: Unscripted (Fernsehserie, Episode 1x01)
- 2005: Pura Lengua (Kurzfilm)
- 2005: Alias – Die Agentin (Alias, Fernsehserie, Episode 4x19)
- 2005: Devil's Highway
- 2006: The Shield – Gesetz der Gewalt (The Shield, Fernsehserie, Episode 5x10)
- 2006: What About Brian (Fernsehserie, Episode 2x02)
- 2007: Paradise Hills
- 2009: First Strike
- 2009–2010: The Bannen Way (Webserie, 16 Episoden)
- 2010: Taken by Force
- 2010: The Temp Life (Fernsehserie, 2 Episoden)
- 2011: Leap Year (Fernsehserie, Episode 1x10)
- 2011: The Guild (Fernsehserie, 4 Episoden)
- 2011: Dexter (Fernsehserie, Episode 6x11)
- 2011: Once Upon (Fernsehserie, 4 Episoden)
- 2012: Sound Advice (Fernsehserie, Episode 1x03)
- 2012: Among Friends
- 2012: Donor (Kurzfilm)
- 2013: Whoa!
- 2013: The Inn (Fernsehserie, 10 Episoden)
- 2013: The Night Visitor
- 2013–2014: Bluff (Fernsehserie, 6 Episoden)
- 2014: Major Crimes (Fernsehserie, Episode 3x09)
- 2014: Hidden in the Woods
- 2015: The Program (Kurzfilm)
- 2015: American Horror Story (Fernsehserie, Episode 5x01)
- 2016: Foe
- 2016: Psychophonia
- 2016: The Night Visitor 2: Heather's Story
- 2017: The Arrangement (Fernsehserie, 3 Episoden)
- 2017: Escaping Dad (Fernsehfilm)
- 2017: Criminal Minds (Fernsehserie, Episode 13x05)
- 2018: Not a Fairytale (Kurzfilm)

## Auszeichnungen und Nominierungen
Streamy Award:
- 2010: Auszeichnung als Bester Darsteller in einer Drama-Webserie für The Bannen Way
- 2010: Auszeichnung als Produzent der Besten Drama-Webserie für The Bannen Way

Banff World Media Festival:
- 2011: Nominierung als Produzent der Besten Drama-Webserie für The Bannen Way
- 2011: Nominierung als Produzent der Besten Drama-Webserie für Suite 7

First Glance Film Festival Philadelphia:
- 2012: Auszeichnung als Bester Kurzfilm-Regisseur für Donor

Indie Cinema Series
- 2012: Auszeichnung als Bester des Fests für Donor